# Aferim!
Aferim! é um filme romeno de 2015, do género drama, dirigido por Radu Jude.
O filme foi vencedor do Festival de Berlim 2015 na categoria de melhor diretor. Também foi escolhido para representar a Roménia na competição de Oscar de melhor filme estrangeiro da edição de 2016.

## Sinopse
Na Romênia do século XIX, um policial e seu filho atravessam o continente em busca de um escravo em fuga. O filme retrata a escravidão cigana que existiu no país por seis séculos.

## Elenco
| Ator/Atriz       | Papel             |
| ---------------- | ----------------- |
| Teodor Corban    | Costandin         |
| Mihai Comanoiu   | Ionita            |
| Toma Cuzin       | Carfin            |
| Alexandru Dabija | Iordache CÎndescu |